# Saint-Maixent-sur-Vie
Saint-Maixent-sur-Vie (Aussprache [sɛ̃ mɛksɑ̃ syʁ vi]) ist eine französische Gemeinde mit 1.196 Einwohnern (Stand: 1. Januar 2022) im Département Vendée in der Region Pays de la Loire. Sie gehört zum Arrondissement Les Sables-d’Olonne und ist Mitglied des Gemeindeverbandes Pays de Saint-Gilles-Croix-de-Vie Agglomération. Die Einwohner werden Saint-Maixentais und Saint-Maixentaises genannt.
Die Gemeinde erhielt 2023 die Auszeichnung „Zwei Blumen“, die vom Conseil national des villes et villages fleuris (CNVVF) im Rahmen des jährlichen Wettbewerbs der blumengeschmückten Städte und Dörfer verliehen wird.

## Geografie
Saint-Maixent-sur-Vie liegt etwa 27 Kilometer nördlich von Les Sables-d’Olonne und etwa 31 Kilometer nordwestlich von La Roche-sur-Yon in der Nähe der Côte de Lumière der Atlantikküste. Der Fluss Vie bildet eine natürliche Grenze zur Nachbargemeinde Commequiers.
Umgeben wird Saint-Maixent-sur-Vie von den Nachbargemeinden Commequiers im Norden, Coëx im Osten und Südosten, Saint-Révérend im Süden sowie Le Fenouiller im Westen.

## Bevölkerungsentwicklung

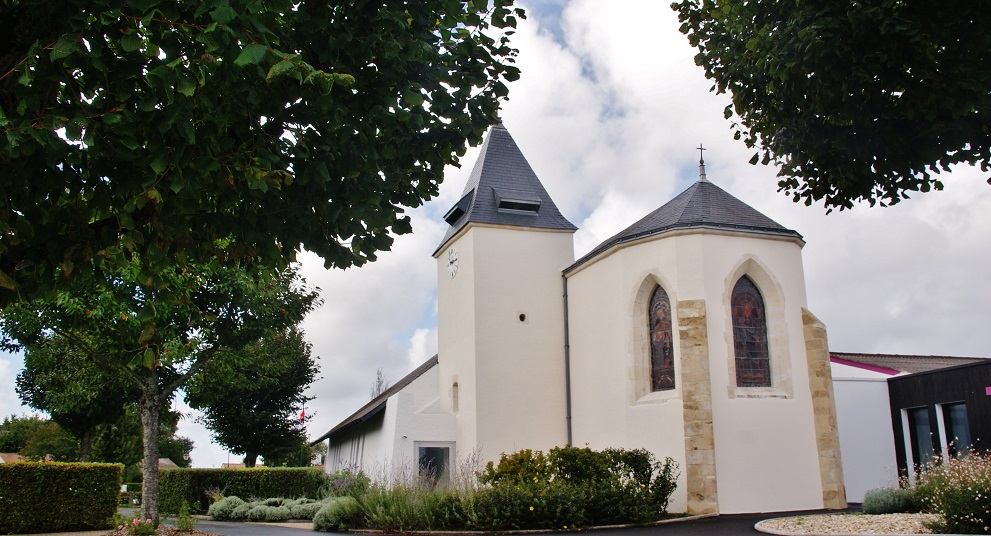
Pfarrkirche Saint-Maixent

| Jahr                       | 1962 | 1968 | 1975 | 1982 | 1990 | 1999 | 2006 | 2013 | 2020 |
| Einwohner                  | 384  | 357  | 360  | 414  | 453  | 515  | 735  | 997  | 1149 |
| Quellen: Cassini und INSEE |      |      |      |      |      |      |      |      |      |

## Sehenswürdigkeiten
- Pierre de criée der ehemaligen Kirche auf dem Friedhof, seit 1926 als Monument historique klassifiziert
- Pfarrkirche Saint-Maixent